# Liste de points extrêmes de Chypre

Carte de Chypre

Voici une liste de points extrêmes de Chypre.

## Latitude et longitude

### Île principale
- Nord : cap Apostolos Andreas (35° 42′ N, 34° 35′ E)
- Sud : cap Gata (34° 34′ N, 33° 01′ E)
- Ouest : cap Arnauti (35° 03′ N, 32° 16′ E)
- Est : cap Apostolos Andreas (35° 42′ N, 34° 35′ E)

### Totalité du territoire
- Nord : îles Klidhes (35° 43′ N, 34° 36′ E)
- Sud : cap Gata (34° 34′ N, 33° 01′ E)
- Ouest : cap Arnauti (35° 03′ N, 32° 16′ E)
- Est : îles Klidhes (35° 43′ N, 34° 36′ E)

### République de Chypre
La république de Chypre, dont l'autorité s'étend théoriquement sur toute l'île (hors les bases britanniques souveraines d'Akrotiri et Dhekelia), ne gouverne de fait que la partie sud de l'île :
- Nord : près de Kókkina (35° 10′ N, 32° 39′ E)
- Sud : Limassol (34° 39′ N, 32° 59′ E)[1]
- Ouest : cap Arnauti (35° 03′ N, 32° 16′ E)
- Est : cap Greco, Chypre (34° 59′ N, 34° 05′ E)

### République turque de Chypre du Nord
La république turque de Chypre du Nord, bien que n'étant reconnue par aucun autre pays que la Turquie, gouverne néanmoins de facto la partie nord de l'île :
- Nord : îles Klidhes (35° 43′ N, 34° 36′ E)
- Sud : Loyroykina (35° 00′ N, 33° 25′ E)
- Ouest : Kókkina (35° 10′ N, 32° 38′ E)
- Est : îles Klidhes (35° 43′ N, 34° 36′ E)

## Altitude
- Maximale : mont Olympe, 1 951 m
- Minimale : mer Méditerranée, 0 m